# 라 파트로나
《라 파트로나》(스페인어: La patrona)는 2013년 방영된 미국의 텔레노벨라이다.